# Otto Glória
Otto Martins Gloria, más conocido como Otto Glória (Río de Janeiro, 9 de enero de 1917 - 4 de septiembre de 1986), fue un entrenador de fútbol brasileño. A lo largo de una amplia carrera desarrollada en tres continentes, (América, Europa y África) dirigió a varios equipos, incluyendo las selecciones nacionales de Portugal la cual dirigió en la Copa del Mundo de 1966, en donde eliminó en la fase de octavos de final, a la Selección Bicampeona de Brasil y Nigeria, con la que ganó una Copa de África.

## Trayectoria
| Club                  | País                  | Año         |
| --------------------- | --------------------- | ----------- |
| Vasco da Gama         | Brasil                | 1951        |
| America-RJ            | Brasil                | 1952 - 1954 |
| Benfica               | Portugal              | 1954 - 1959 |
| Os Belenenses         | Portugal              | 1959 - 1961 |
| Sporting de Lisboa    | Portugal              | 1961        |
| Olympique de Marsella | Francia               | 1962        |
| Vasco da Gama         | Brasil                | 1963        |
| Oporto                | Portugal              | 1964 - 1965 |
| Sporting de Lisboa    | Portugal              | 1965 - 1966 |
| Selección de Portugal | Selección de Portugal | 1966        |
| Atlético de Madrid    | España                | 1966 - 1968 |
| Benfica               | Portugal              | 1968 - 1970 |
| Portuguesa            | Brasil                | 1973 - 1975 |
| Santos                | Brasil                | 1977        |
| Monterrey             | México                | 1978 - 1979 |
| Vasco da Gama         | Brasil                | 1979        |
| Selección de Nigeria  | Selección de Nigeria  | 1980 - 1982 |
| Selección de Portugal | Selección de Portugal | 1982 - 1983 |
| Vasco da Gama         | Brasil                | 1983        |

## Títulos
- 1 Copa de África de Naciones con la Selección de Nigeria (1980)
- 4 Copas de Portugal (1955, 1957 y 1969 con el Benfica y 1960 con Os Belenenses)
- 5 Ligas de Portugal (1955, 1957, 1968 y 1969 con el Benfica y 1966 con el Sporting de Lisboa)
- 1 Campeonato de Río (1948, Botafogo)
- 1 Campeonato de Sao Paulo (1973, Portuguesa)
- 3.er. Puesto en el Mundial de 1966 con la Selección de Portugal.